# Карпов, Николай Павлович
Николай Павлович Карпов – кандидат филологических наук, доцент, ректор Иркутского института иностранных языков (1959 – 1974 гг.), фронтовик, участник обороны Ленинграда.

## Биография
Николай Павлович Карпов родился в 1918 году в деревне Русского Севера (Елино Белозёрского района Вологодской области). В 18 лет добровольцем ушел на Гражданскую испанскую войну, где воевал с 1936 по 1939 год. Вернулся в Ленинград инвалидом (без ноги), но с боевой наградой. Участвовал в боях под Ленинградом. 
Николай Павлович – выпускник  1-го Ленинградского института иностранных языков. После окончания аспирантуры работал деканом факультета в Ленинградском государственном педагогическом институте им. А. И. Герцена.
В 1959 году Карпов Николай Павлович был назначен ректором Иркутского государственного педагогического института иностранных языков им. Хо Ши Мина. На этой должности он проработал до 1974 года. При Николае Павловиче был построен учебный корпус на улице Чкалова и студенческие общежития, в институте создали свой ученый совет, открыли факультет испанского языка.

## Награды
За свои достижения был неоднократно награждён:
- Орден Красной Звезды
- Знак Почета
- Медаль за оборону Ленинграда
- Медаль за Победу над фашистской Германией.